# Chris Achilleos
Chris Achilleos (1947 - 6 de dezembro de 2021) foi um ilustrador cipriota, notório por seus trabalhos realizados para obras de ficção científica.

## Livros
- Beauty and the Beast (1978)
- Medusa (1988)
- Sirens (1986)
- Amazona (2004)